# وليد عطا الله
وليد عطا الله هو مصمم أزياء لبناني صمم لعديد النجمات مثل: منى زكي، ونجوى كرم، وهيفاء وهبي.

## النشأة والمسيرة المهنية
ولد وليد عطا الله في بيروت بلبنان ودرس تصميم الأزياء في جامعة شيكاغو. بدأ في تصميم الأزياء في 1996 انطلاقا من دبي في الإمارات العربية المتحدة أين أطلق أول عرض أزياء له حضرته نجوى كرم وعارضة الأزياء اللبنانية نتالي فضل الله. وأقام ثاني عرض أزياء له في برج العرب. تتميز فساتينه بوجود المجوهرات و الأحجار الكريمة فيها. وباع أحد فساتين الأعراس بـ1.2 مليون دولار أميركي. ارتدت عديد النجمات العربيات فساتينا من تصميمه منهن منى زكي ونجوى كرم وهيفاء وهبي وديانا حداد ومي حريري.